# 暈
暈，是由於懸浮在大氣中的冰晶把太陽光或月光折射或反射而形成的光學現象。暈通常呈環狀或弧狀，有如同彩虹般的紅、橙、黃、綠、藍、靛、紫七種顏色，所以又稱「白虹」。由太陽照射冰晶反射至人類眼睛稱為「日暈」，而月球照射冰晶反射至人類眼睛則稱為「月暈」。

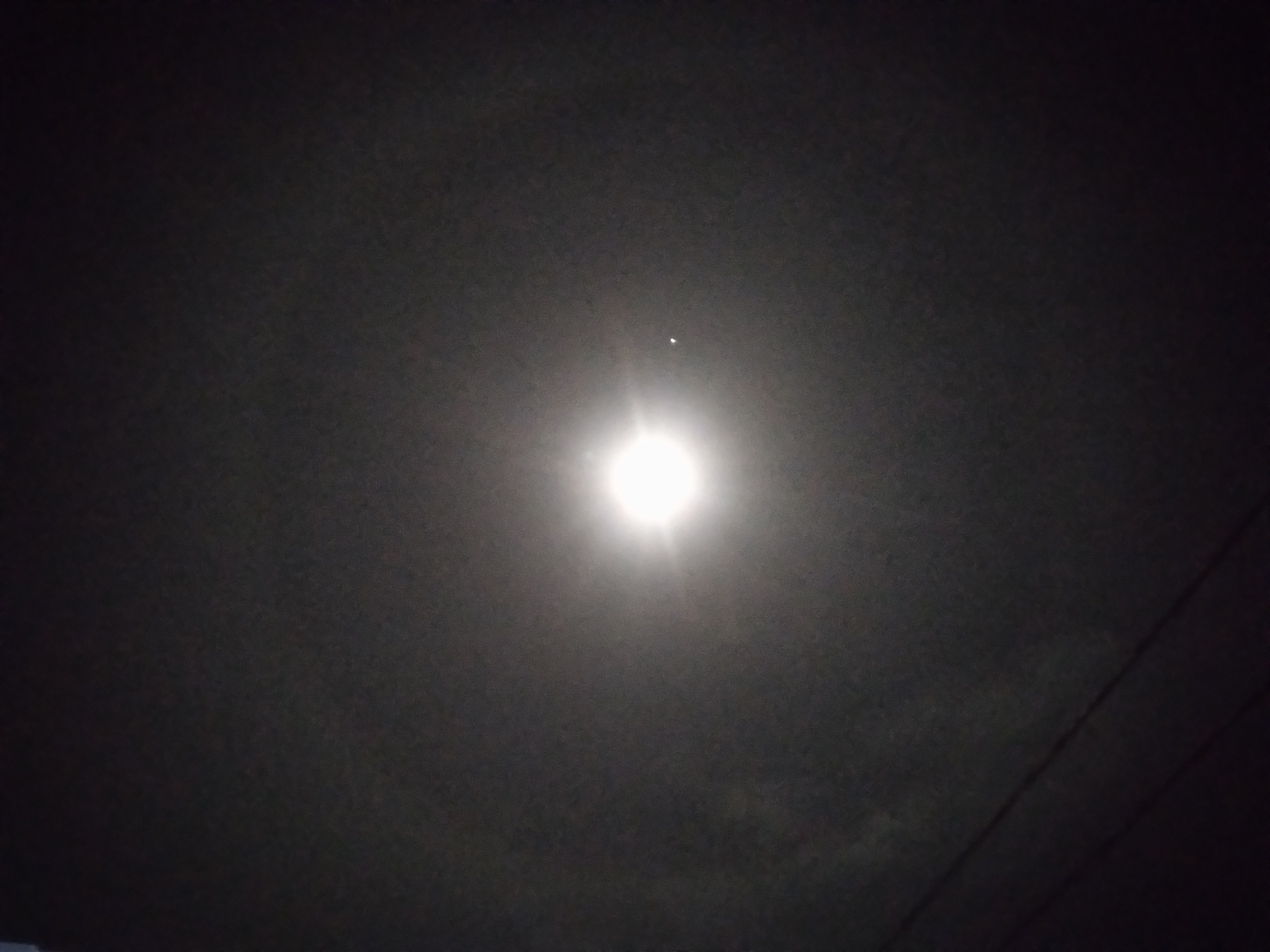
發生在月蝕期間的月暈現象，其中可見半影月食階段的滿月與木星鄰近。預示着之後將會發生衝日現象。

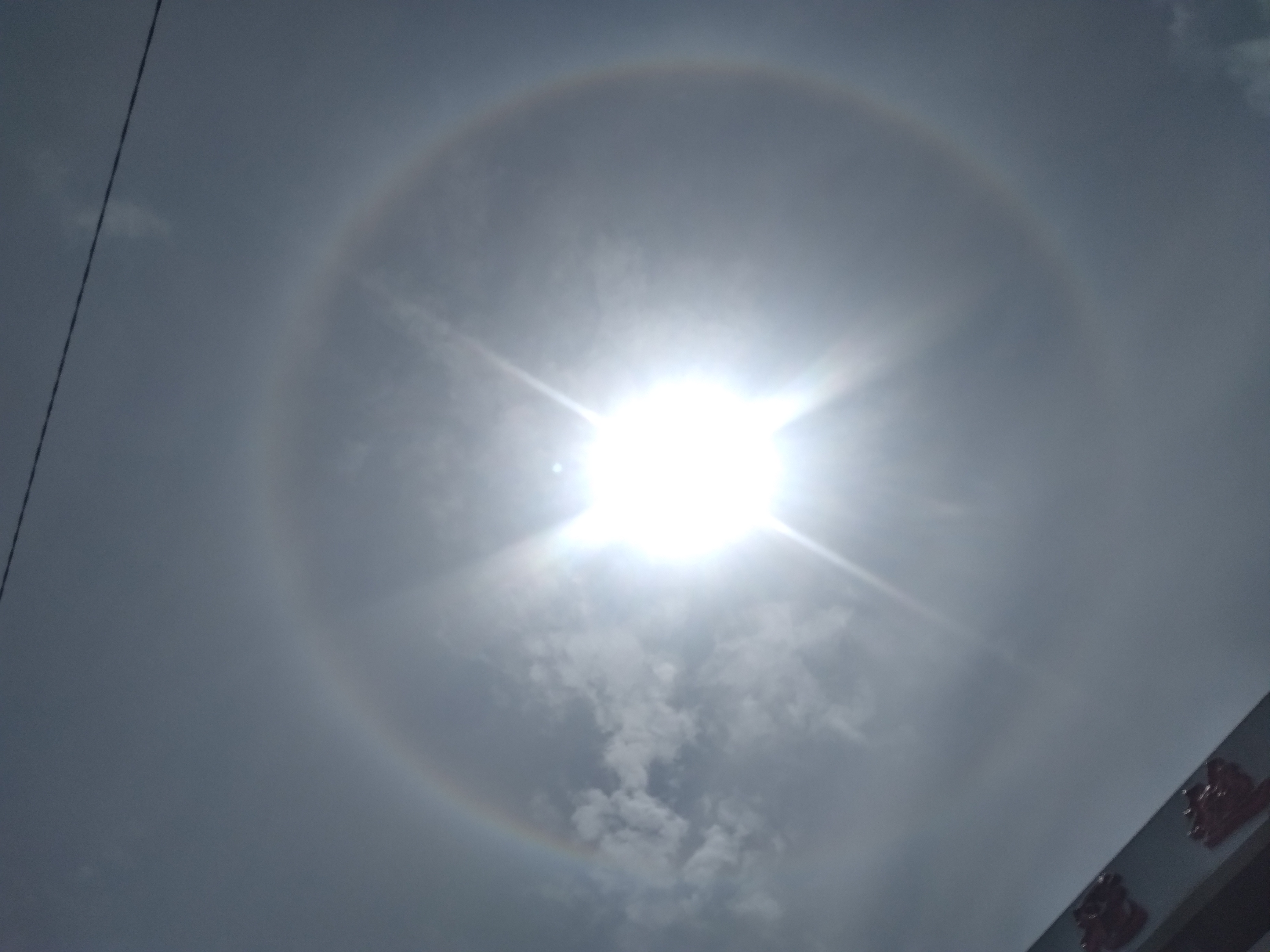
2023年4月7日，聖周五當天馬來西亞標準時間上午11時29分巧遇罕見22度日暈。老人言：“日暈三更雨”。預示着隔天凌晨將會下傾盆大雨。

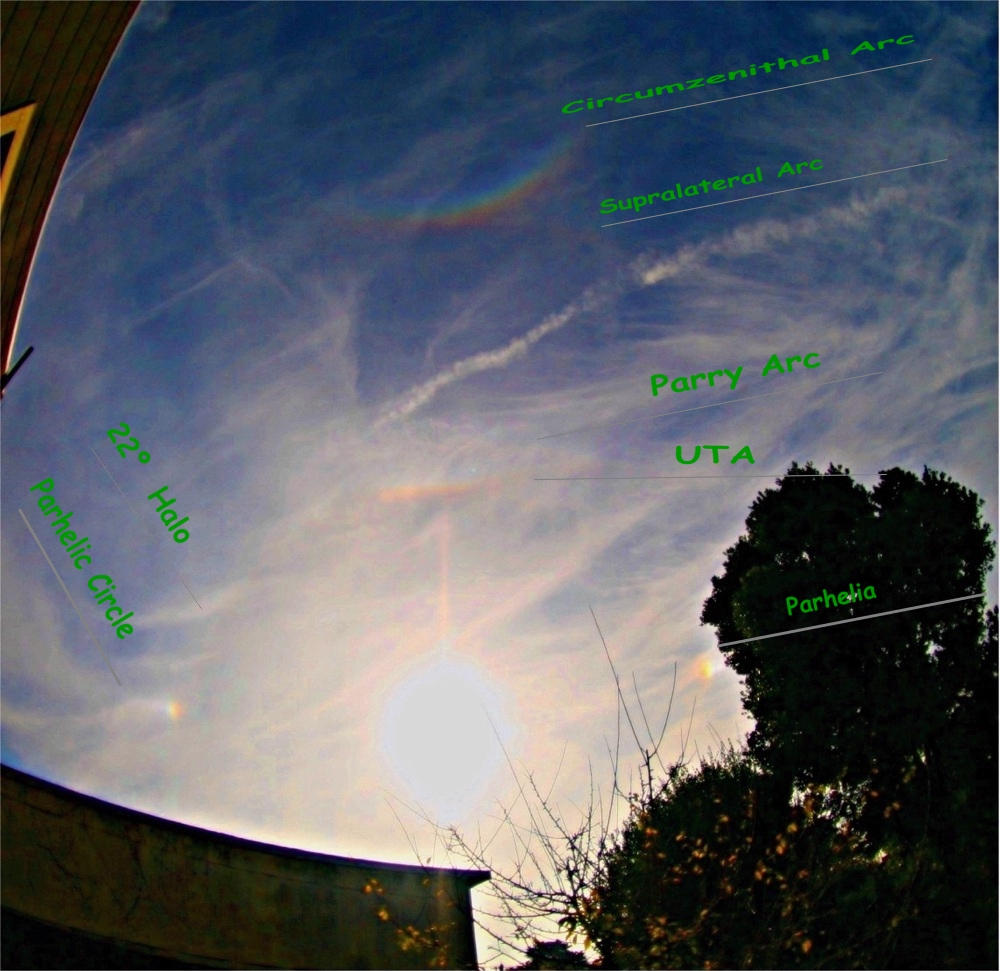
日暈

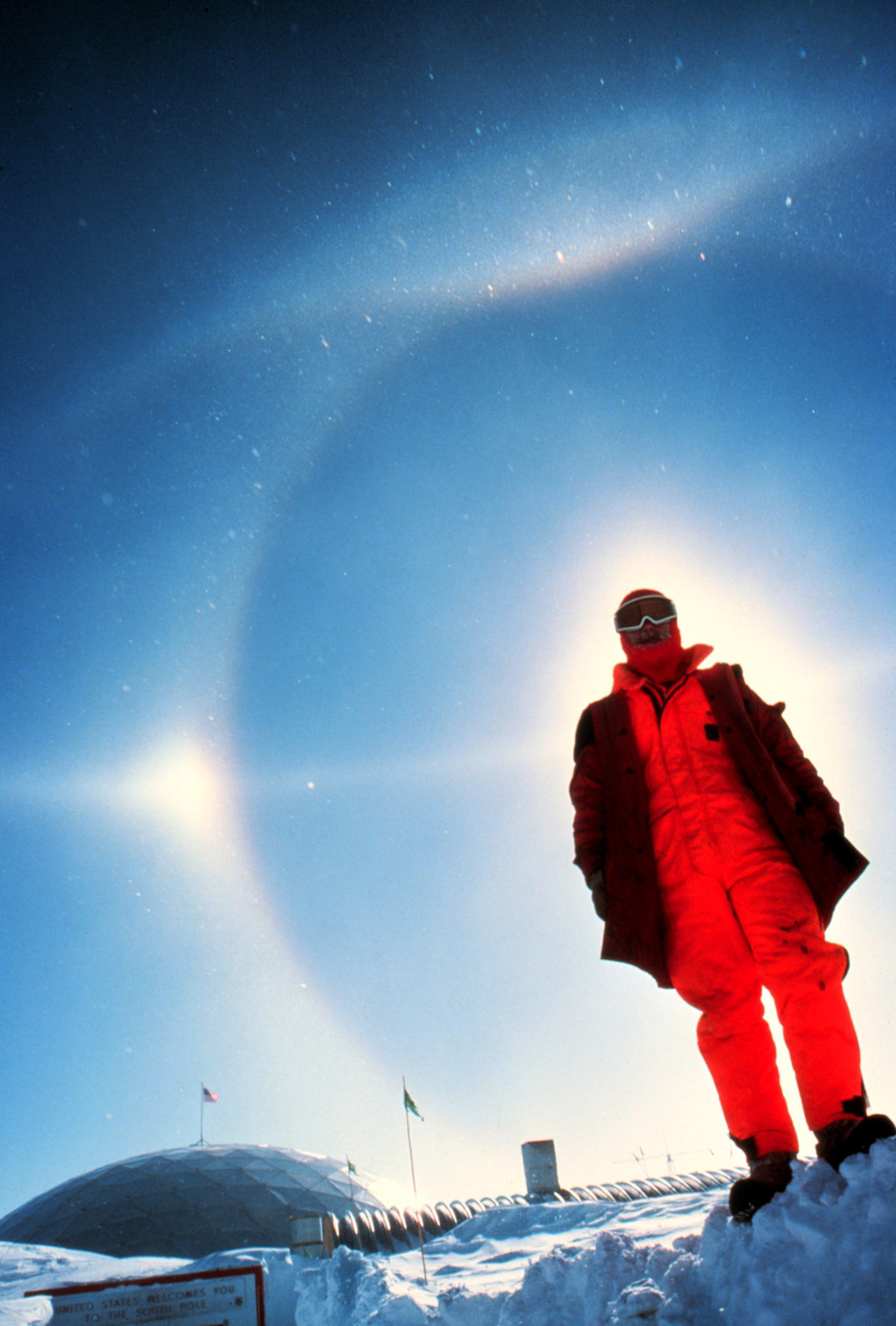
於南極所見的22度暈（環狀）、幻日（22度暈旁的光點）、幻日環（幻日與太陽中間的水平光弧）。

大氣中的冰晶通常是由卷狀雲帶來，當太陽光射入冰晶時，則反射於人類眼睛，產生環狀或弧狀的卷圈，通常為內圈紅光，而外圈為紫光。

## 种类
暈可分為有「小暈」和「大暈」，「小暈」即22度暈，「大暈」即46度暈。小暈是以發光體為圓心，角半徑為22度的一種內圈呈淡紅色，外圈偶爾為紫色或白色的光環，光環內的天空明顯較光環外的暗。而大暈則是角半徑為46度的暈環，十分少見，一般比小暈暗。

高空中冰晶的形状

上图标出了常见的晕现象以及它们在天空出现的位置。
| 晕现象           | 说明                                                                      |
| ---------------- | ------------------------------------------------------------------------- |
| (1) 22度晕       | 最常见，是观察角度为22°的环，由大氣層中懸浮的大量六邊形冰晶反射陽光形成。 |
| (2) 幻日         | 常与22度晕一起出现，由水平方向的扁平状的冰晶形成。                        |
| (3) 光柱         | 由水平方向的扁平状的冰晶形成。                                            |
| (4) 幻日环       | 比较罕见，光线在扁平状或柱状的冰晶中发射形成。                            |
| (5) 環天頂弧     | 常与幻日一起出现，与幻日形成原理相同。                                    |
| (6) 接触弧       | 通常只能看到一部分，由水平悬浮的柱状冰晶形成。                            |
| (7) 46度晕       | 非常罕见，当22°晕非常亮时，才可能出现。                                   |
| (8) 幻日（下方） | 出现在地平线下.只有从山上朝下看，或者从飞机上才能看到。                   |
| 環地平弧/火彩虹  | 只有在高于58°的位置才可以看到。                                           |
| 120度幻日        | 很少見的暈，常伴隨特別明亮的幻日出現。                                    |
| 上珥             | 与46°晕相比色彩更绚丽，像霓一样，内部是红色。                             |

### 光柱

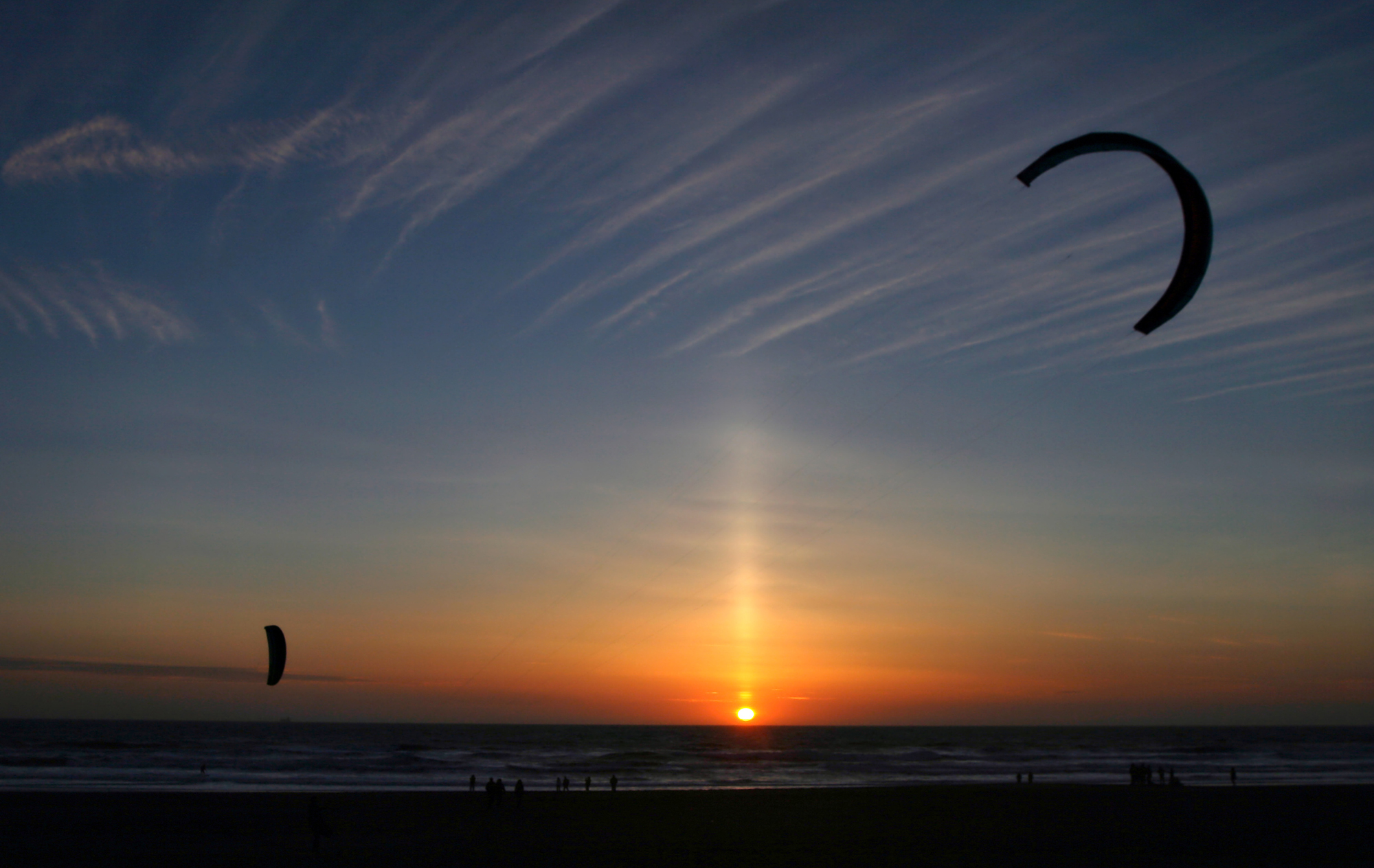
旧金山的日柱。

光柱，或称日柱，是在日出或日落时出现的垂直升起的柱状现象，但它也可以出现在太阳之下，特别是在高海拔观察时。六边形的碟或柱状冰晶以及水滴是导致这个现象产生的原因。碟状冰晶的光柱通常在太阳与地平线间不大于6度和太阳低于地平线时产生；柱状冰晶则能在太阳高于地平线达20度时产生光柱。当冰晶在空气中沉浮时，会倾向于定位在同水平面上，日柱的宽度和可见度取决于冰晶的排列。
月亮、街灯等明亮光源都可产生光柱。地面光源产生的光柱可能比日柱或月柱要高。当观察者接近光源时，晶体取向对光柱形成的影响更小。

## 攝影上的暈
在攝影中，暈光多指不經意造成的光學效應，這是由於底片一開始曝光時的反射光線造成，或由此捲底片印出的圖像中環繞著發光源或反光源邊緣而成的光圈。現代攝影底片上會覆上「反暈光層」來防止此效應發生。

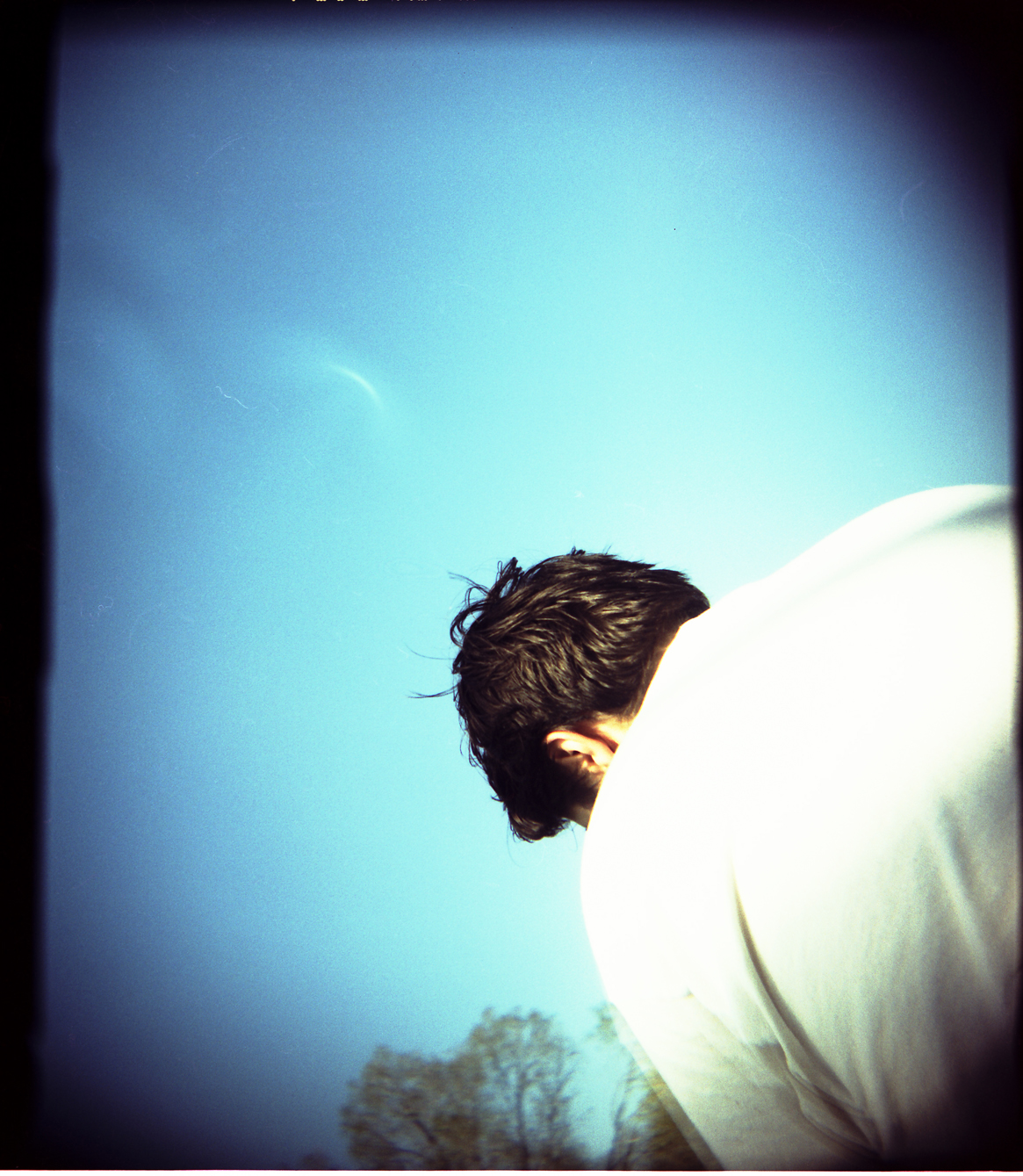
Holga照相機造成的暈光效果。

## 仿真软件
Halosim
HaloPoint

## 外部連結
- Halo explanations and image galleries （页面存档备份，存于） at Atmospheric Optics （页面存档备份，存于）
- Meteoros AKM - Halo explanations and image galleries （页面存档备份，存于）
- Halo reports of interesting halo observations around the World （页面存档备份，存于）
- Southern Hemisphere Halo and other atmospheric phenomena
- Halo in Chisinau Moldova (photo and video) （页面存档备份，存于）
- Walter Tape & Jarmo Moilanen, Atmospheric Halos and the Search for Angle x (free e-book) （页面存档备份，存于）